# Conrad de Hainburg

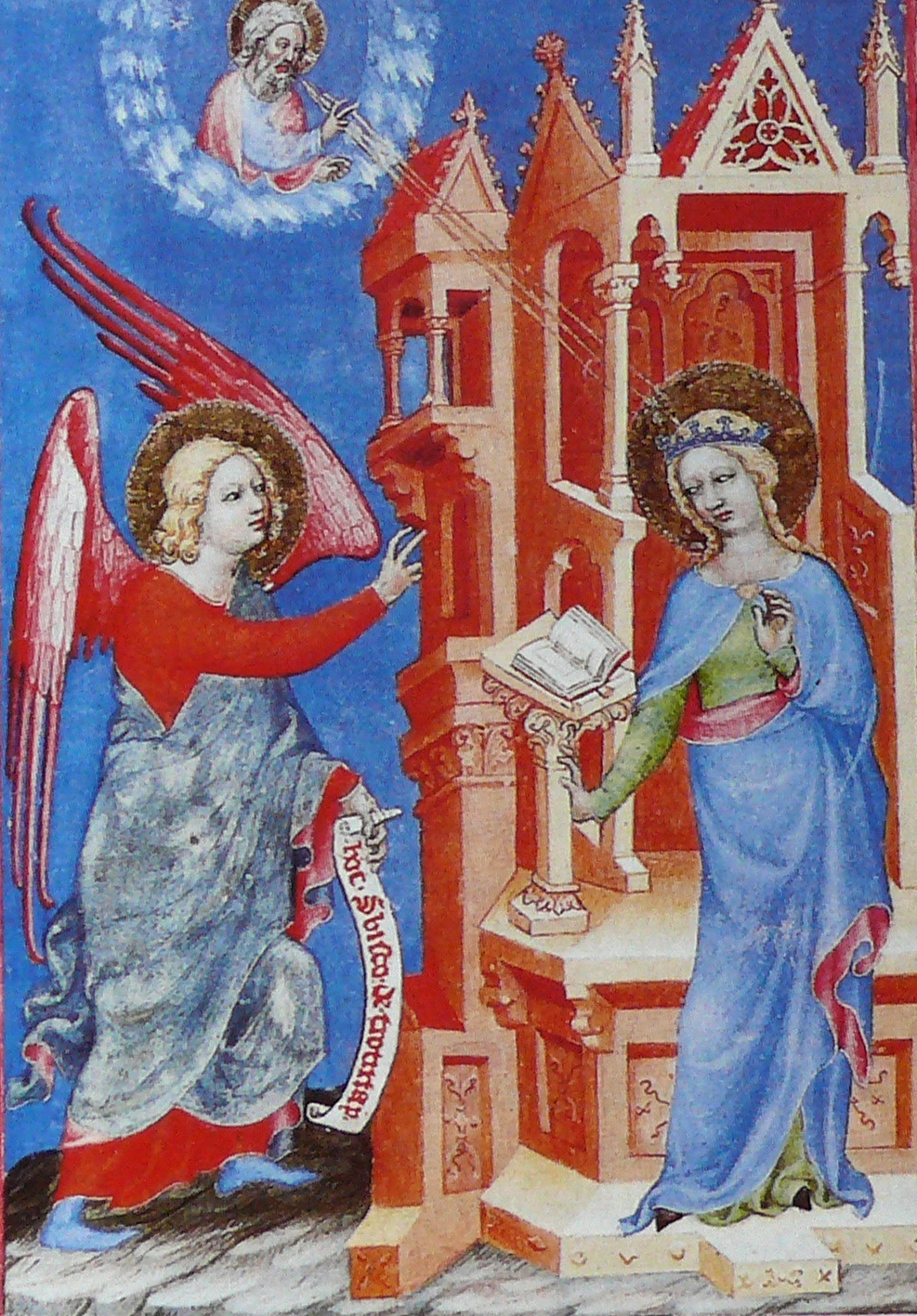
Annonciation (Laus Mariae)

Conrad de Hainburg (ou Conrad de Haimburg, Conrad de Gaming; en latin Conradus Gemnicensis), né à une date inconnue à Hainburg et mort le 17 août 1360 à la chartreuse de Gaming, est un chartreux allemand auteur de plusieurs écrits spirituels et d'hymnes en l'honneur de la Vierge Marie

## Biographie
Les origines et la formation de Conrad ne sont pas connues, ni la date de son entrée dans l'ordre des Chartreux. Après avoir été quelques années vicaire de la chartreuse de Mauerbach, il devient prieur de 1342 à 1345 à la chartreuse de Seitz dans les marches de Styrie et de 1350 à 1354, puis de 1358 à 1360, prieur de la chartreuse de Gaming. Il est nommé en 1352 visiteur de toutes les chartreuses de la province chartreuse de Haute-Allemagne. Pendant quelques années, il est également moine à la chartreuse de Prague Mariengarten.
Conrad laisse surtout le souvenir d'un auteur spirituel brillant et l'auteur d'hymnes en l'honneur de la Vierge Marie, et de litanies des saints. Il s'inspire de la Légende dorée. Il compose un Rosarium (rosaire) qui est en fait un hymne intitulé Crinale Beatae Mariae Virginis et qui est rapidement traduit en vieux danois, en moyen bas allemand et en moyen haut allemand. Sur commande de l'empereur Charles IV et du premier archevêque de Prague, Ernest de Pardubitz, Conrad compose les Orationale Arnesti et les Lektionen für die Nokturnen. En 1356, à la commande de l'évêque de Trente, Meinhard von Neuhaus, il compose un hymne en l'honneur de la Vierge Marie fameux sous le titre de Laus Mariae, en allemand Lob Mariens.